# Friedrich Bernhard Werner
Pour les articles homonymes, voir Werner.
Friedrich Bernhard Werner, né le 28 janvier 1690 à Reichenau bei Naumburg am Bober et mort le 20 avril 1776 à Breslau, est un dessinateur, graveur et chroniqueur de Silésie.

## Biographie
Friedrich Bernhard Werner naît le 28 janvier 1690 à Reichenau bei Naumburg am Bober.
Il étudie à Breslau (aujourd'hui Wrocław en Pologne), voyage et séjourne pendant un certain temps dans toutes les grandes villes européennes. Il réalise plusieurs dessins avec des vues de villes ou de paysages. Il est nommé scénographe à la cour de Prusse.
Friedrich Bernhard Werner meurt le 20 avril 1776 à Breslau.